# Periodismo

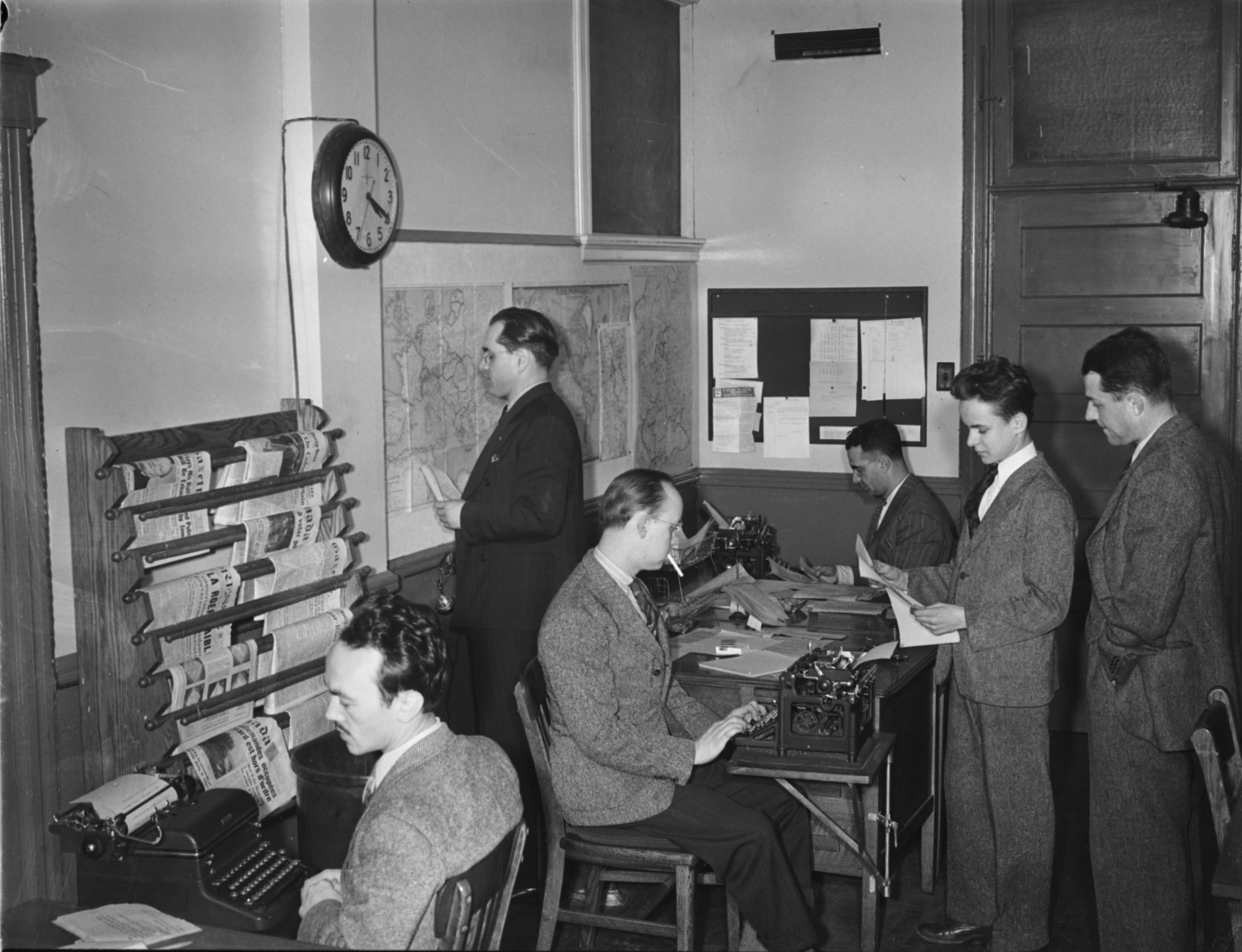
Periodistas trabajando en la década de 1940.

El periodismo es una actividad profesional que consiste en la obtención, investigación, tratamiento y difusión y análisis de la información, a través de los medios de comunicación social como la prensa, la radio, la televisión, el Internet, entre otros.
El propósito principal del periodismo es dar a los ciudadanos información veraz y oportuna para hacer valer sus derechos ante la sociedad, además, mayormente es utilizada por los medios de comunicación para transmitir noticias, opiniones o críticas que enriquezcan al público. 
El especialista en Ciencias de la Información José Luis Dader señala que el periodismo, además de ser un método para dar a conocer acontecimientos de relevancia para una sociedad, también es una ciencia que combina la recopilación, verificación, síntesis y clarificación de la información acreditada como relevante y cierta, para servir desinteresadamente a los ciudadanos en su necesidad de un seguimiento preciso de los asuntos de interés público o potencialmente capaces de afectar a sus vidas.
Su clasificación como disciplina es muy debatida, en general dentro de las ciencias de la comunicación, pero en varios países se adscribe a la sociología y en ocasiones a la ciencia política dentro de la rama de la comunicación política propia de esta última ciencia social.

## Definición
Puede definirse el periodismo atendiendo a sus tres grandes acepciones:
- Actividad cuyo fin es recolectar, sintetizar, jerarquizar y publicar información relativa a hechos del presente, del pasado o del futuro. En este sentido, el periodismo se entiende como una metodología adecuada para presentar cualquier tipo de información valiosa, buscar fuentes seguras y verificables.
- Profesión que comprende el conjunto de actividades relacionadas con la obtención, elaboración y difusión de información actual o de interés para transmitirla al público a través de los medios de comunicación, y a su vez transmitir satisfacción de conocimiento al público.[6]
- Conjunto de estudios o conocimientos necesarios para obtener un título académico de periodista. Dada la evidente influencia del periodismo en la sociedad, se ha desarrollado una deontología profesional constituida por una serie de normas y deberes éticos —ética periodística—, que guían la actividad. Dichos códigos deontológicos son emitidos en general por los colegios profesionales en los países en que estos existen. Estos códigos postulan la independencia de los medios respecto a los poderes políticos y económicos. El periodista queda sujeto a su obligación de actuar con la mayor diligencia posible en el acceso a las fuentes y en el contraste de opiniones confrontadas.

## Historia
La historia del periódico es un desarrollo a lo largo de la historia, entendido como una actividad regular y continua de recogida, elaboración y difusión de noticias sobre los principales acontecimientos que ocurren en el mundo, que llevan a cabo los periodistas La tendencia ha sido el incremento del número de noticias al alcance de los ciudadanos y de la velocidad de transmisión. Desde finales del siglo XVII los diarios han sido el principal medio de difusión de la actividad de los periodistas, a los que durante esa época se añadieron las revistas, en el siglo XX la radio y la televisión, y en el siglo XXI Internet.
Tras un estudio comparado, Guillamet concluye que se puede afirmar que hay consenso en definir las etapas de la historia del periodismo; el antiguo o artesano (1609-1789), el moderno o liberal (1789-último cuarto del siglo XIX), el contemporáneo o industrial (último cuarto del siglo XIX-último cuarto del siglo XX) y el que se deriva de la aparición de Internet, en 1994. Italia, Alemania, Francia, Inglaterra, España y los Estados Unidos, por este orden, son los países claves para la aproximación académica a la historia del periodismo.

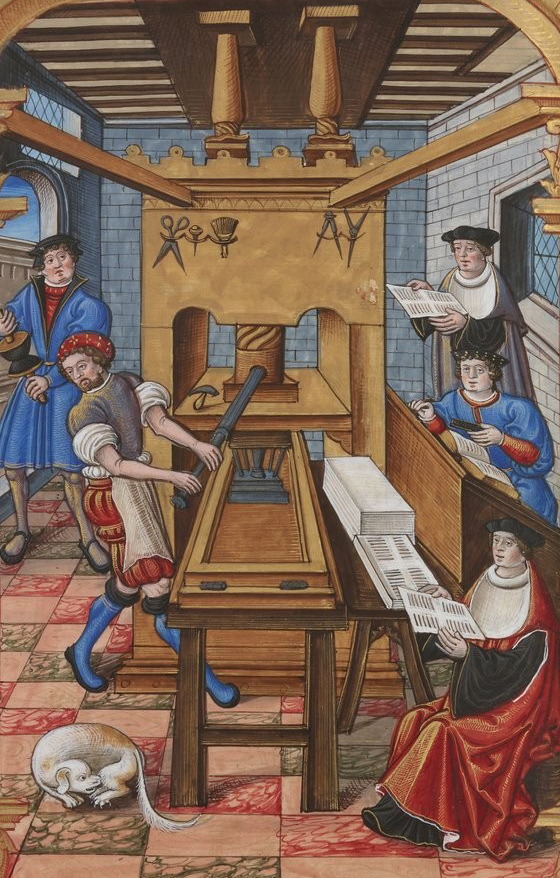
Imprenta francesa de inicios del

Como antecedentes del periodismo se pueden considerar a las informaciones manuscritas que circulaban en las Cortes europeas. En Inglaterra, Eduardo III y Enrique VI tenían redactores de noticias que les proveían de valiosa información en tiempos de guerra. Mientras que en Alemania e Italia se hizo común el interés comercial y hasta artístico en ciertas hojas de noticias llamadas avvisi. Los redactores obtenían información de navegantes, mercaderes y tropas, y luego vendían los informes a señores feudales, grandes negociantes y jefes militares, entre otros.
La invención de la imprenta moderna, a mediados del siglo XV, posibilitó el surgimiento del periódico, como publicación con intervalos fijos. Los primeros periódicos se presentaban cada seis meses en la ciudad de Colonia, en Alemania; mientras que fue el emperador Rodolfo II quien tuvo la iniciativa de promocionar una publicación mensual, en 1597, para lo que formó un grupo con los editores más importantes de la época.

## Géneros
La base del periodismo es la noticia, si bien comprende otros géneros, muchos de los cuales se interrelacionan, como la entrevista, el reportaje, la crónica, el documental, el perfil y la opinión.
Álex Grijelmo, antiguo director de la Escuela de Periodismo de El País, un referente obligado del periodismo en español, hace una diferenciación de los géneros periodísticos, en su libro El estilo del periodista:

Los géneros periodísticos [...] se diferencian fundamentalmente por el distinto grado de presencia del informador en su texto. Así, en la noticia apenas aparece quien la ha redactado; sólo adivinamos que tiene un autor porque en ella se da, lógicamente, una elección de la realidad, de modo que su redactor escoge aquellos elementos que le parecen interesantes (y eso entraña ya un juicio personal) Pero no conocemos su opinión sobre los hechos que narra. En el lado opuesto, el artículo, la tribuna libre o el editorial implican una presencia omnímoda de quien escribe, que muestra sus propias opiniones —o las de la empresa editora— de una manera muy subjetiva.

Mientras Grijelmo solo distingue dos grandes géneros periodísticos, a partir de ellos podemos hacer subdivisiones de los mismos, como la siguiente que contiene tres grandes géneros periodísticos:
- Géneros informativos. En términos generales, difunden hechos o acontecimientos novedosos considerados de interés general. El género informativo por excelencia es la noticia. También, en su forma más ampliada, el reportaje.
- géneros de opinión. Interpretan, analizan y valoran cuestiones relevantes con la intención de transmitir un determinado punto de vista sobre el tema. Son géneros de opinión: el editorial, las cartas al director, los artículos de opinión y las columnas.
- géneros mixtos o híbridos. Combinan la información y la opinión. Entre ellos están la entrevista, la crónica y la crítica, además de tender al desarrollo del infotenimiento.

La profesora e investigadora de literatura y educación Ana Atorresi clasifica los géneros en informativos, de opinión y de entretenimiento, considerando entre estos últimos a los dibujos cómicos e historietas, los juegos y entretenimientos y la literatura.

## Clasificación
El periodismo puede ser clasificado según dos grandes criterios: el medio de comunicación que utilice y el tipo de información que analice.

### Según el medio de transmisión
La información puede ser difundida por medios o soportes técnicos, lo que da lugar al periodismo gráfico, la prensa escrita, el periodismo radiofónico, el audiovisual (a través del cine y la televisión) y el periodismo digital o multimedia.
- Periodismo gráfico: aquel que utiliza la fotografía como medio.[18]
- Periodismo escrito: es aquel que aparece en los periódicos y revistas.
- Periodismo radiofónico: emplea la radio.
- Periodismo audiovisual: es aquel que usa la televisión para transmitir la información.
- Periodismo digital o ciberperiodismo: utiliza la web.[19]

### Según el tipo de información
- Periodismo agroalimentario. Se dedica a informar de la actualidad relacionada con el sector primario, la industria alimentaria y su distribución, abarcando temas como la agricultura, ganadería, pesca, los precios y mercados, la alimentación, el consumo y la salud, la biotecnología agrícola, las empresas agroalimentarias y el medio rural en general. Se aplica a un campo muy heterogéneo entre los términos «agro» y «alimentario» que le infunde una complejidad especial.[20]
- Periodismo ambiental. Se ocupa de la actualidad y la información relacionada con el medio ambiente, la naturaleza y el desarrollo sostenible, en especial en todo lo que tienen que ver con el deterioro del medio natural (suelos, atmósfera, biodiversidad).[21]
- Periodismo científico. Tiene como objetivo la comunicación, difusión y divulgación del conocimiento científico en la sociedad.[22]
- Periodismo ciudadano o 2.0. En el siglo XXI, fue el estadounidense Dan Gillmor quien acuñó el nombre de periodismo ciudadano o periodismo 2.0 por Internet, a través de la plataforma de YouTube. En el periodismo ciudadano, son los propios ciudadanos quienes recogen, analizan y difunden la información de forma independiente.[cita requerida]
- Periodismo cultural. Es la rama del oficio periodístico dirigida a cubrir todas las manifestaciones del amplio concepto que abarca el término cultura en el día a día de una sociedad.[cita requerida]
- Periodismo de guerra. Cubre las noticias que se producen durante un conflicto bélico, lo que implica que los periodistas enviados para realizar dicha misión tengan que poner en grave riesgo su vida o su integridad física. Muchos reporteros han perdido la vida en la realización de esta labor.[23]
- Periodismo de investigación. Busca revelar hechos de interés público a través de investigaciones periodísticas que profundicen en aquellos hechos que afecten el bien común, para lo cual se necesita recabar datos, realizar entrevistas, contrastar fuentes y contar con antecedentes fidedignos y documentos que permitan denunciar o publicar un reportaje, igual que el resto del periodismo.[cita requerida]. Es decir, el periodismo de investigación tiene objetivos concretos que rompen con la esencia de la pura información diaria. El periodismo de investigación tiene como objetivo exponer injusticias, destapar fraudes, buscar soluciones, dar a conocer lo que el poder quiere ocultar, demostrar el funcionamiento de organismos públicos, revelar hecho de corrupción.[24]
- Periodismo de datos. Se dedica a encontrar temas de interés público por medio de bases de datos de diferentes organismos públicos y privados. Permite contrastar y reforzar información mediante el uso de programas computacionales o plataformas digitales de uso público. Está fuertemente vinculado al periodismo de investigación y al periodismo digital.[25]
- Periodismo de propuesta. Surge en el 2000 por medio de un proyecto creado por Guillermo Molina Villarroel, con el fin de corregir y cambiar las intenciones a la hora de comunicar, debido a las propuestas rutinarias de los años ochenta y noventa del periodismo cívico y de servicio. Según este tipo de periodismo, el periodista debe entender que su servicio no es solo el de informar, sino que su ética debe impulsarlo a buscar, cambiar y dar su libre opinión, así sea de inconformidad.[cita requerida]
- Periodismo del corazón. Se dedica a informar sobre la vida de las celebridades y la farándula.[cita requerida]
- Periodismo declarativo. Se basa en reproducir declaraciones de figuras públicas o de la ciudadanía tanto para completar noticias, pero también las declaraciones se convierten en noticias.[cita requerida]
- Periodismo deportivo. Es el que recolecta información sobre los acontecimientos deportivos locales, nacionales o internacionales; muestra las novedades que se relacionan con las diferentes disciplinas deportivas. Pretende estar en los hechos y analizar el desempeño de los deportistas.[cita requerida]
- Periodismo económico. Es la rama del periodismo enfocada a informar sobre los hechos relacionados con la economía, incluyendo temas sobre finanzas, banca o el mercado bursátil.[cita requerida]
- Periodismo hiperlocal. Esta modalidad del periodismo nace principalmente de la iniciativa ciudadana por proporcionar información cercana a su contexto geográfico inmediato.[cita requerida]
- Periodismo infográfico. Es aquel que fusiona elementos visuales y textuales. Es una especialidad de gran potencial explicativo que inició con la realización de mapas y gráficos.[cita requerida]
- Periodismo literario. Un importante impulsor de este tipo de periodismo, en América Latina, fue el escritor colombiano Gabriel García Márquez (Premio Nobel de Literatura 1982). El periodismo debería tener una riqueza narrativa capaz de rozar la literatura, pero sin apartarse de la sencillez y la precisión del estilo periodístico.[cita requerida]
- Periodismo político. Se refiere al análisis y a la información referida a las actividades relacionadas con la política (tanto nacional como internacional), el Parlamento, los partidos políticos y todos los componentes del poder formal en la sociedad.
- Periodismo móvil. Del inglés mobile journalism, se refiere al uso de los dispositivos móviles y a la publicación de contenidos periodísticos en estos dispositivos. Gracias a la convergencia digital, los medios impresos o audiovisuales no tienen la exclusividad de la información, sino que los llamados cibermedios son un nuevo canal para que el periodista desarrolle su actividad profesional.[26]
- Periodismo preventivo. Pretende analizar las crisis y conflictos desde un punto de vista integral, desde sus orígenes hasta su estallido y posteriores repercusiones.[cita requerida]
- Periodismo satírico. Es el que utiliza la sátira, en tono de humor, para referirse a hechos noticiosos. En otras ocasiones, presenta hechos ficticios como noticias, dando siempre claves para identificarlos como textos ficcionales cuyo objetivo es evidenciar una realidad a través de la exageración, el absurdo o la parodia. Su intención no es la de informar, sino la de criticar o hacer denuncias indirectas. Se incluyen en este tipo de periodismo, en España, a personajes como José Miguel Monzón (más conocido como "El Gran Wyoming").[cita requerida]
- Periodismo social. Se propone la articulación del eje social con los temas de la política y la economía en la agenda de los medios de comunicación.[cita requerida]
- Periodismo turístico. Esta rama del periodismo tiende a informar sobre el accionar relacionado con las superestructuras, la planta y la infraestructura turística, sobre el acontecer en los diferentes destinos y sobre la realidad que viven turistas, poblaciones locales, gobiernos y empresas. Suele creerse que difunde o promociona, cuando ninguna de esas actividades corresponde en realidad a la actividad periodística, si no, más bien, a la publicidad o a la mercadotecnia. El periodismo turístico informa sobre la actualidad del turismo, interpretando los hechos que suceden en torno al desplazamiento de las personas y en relación con el contexto sociopolítico y multidisciplinar del que forma parte. No debe confundirse este tipo de periodismo con las relaciones públicas, como herramienta publicitaria o género literario.[27]
- Periodismo de grupo. Es aquel que se realiza en grupo, priorizando la estabilidad de la información difundida a la inmediatez.[28]

## Influencia social
El periodismo es considerado por algunos autores como el "cuarto poder" de las grandes democracias occidentales (los tres primeros son los que establecen las constituciones modernas: poder ejecutivo, legislativo y judicial). Como contraparte, el periodismo, en algunos casos es una profesión con riesgos; muchos periodistas han encontrado la muerte en el ejercicio de su profesión.
El periodismo creó, por sus necesidades de rápida lectura y comprensión y su pretensión de neutralidad, un estilo redaccional que ha nutrido a numerosos escritores, los cuales formaron parte de sus planteles y se destacaron en sus columnas. Además ha creado prestigiosos y serios comentaristas de la vida social y política, vistió sus páginas con buenos humoristas y dibujantes; ha desarrollado desde el proyecto costumbrista hasta la investigación dada.

### El perfil periodístico
Es un género periodístico que consiste en relatar vivencias, características y datos curiosos de un personaje en particular, ya sea de personas, seres animados y también seres desanimados ayudándose de la atmósfera. Se aproxima muchas veces a la entrevista, la biografía y la crónica de personaje. El perfil implica un juicio de valor al poner de manifiesto aspectos o actividades específicas de una persona. El padre del perfil es Jon Lee Anderson, el cual ha perfilado a escritores, artistas y políticos, entre otros.
El perfil periodístico necesita de una investigación profunda, por eso está dentro de los géneros del nuevo periodismo o periodismo narrativo. El propósito del perfil es reflejar la realidad de una forma diferente en donde exista narración, diálogo y descripción. Se evita llegar a una biografía o a que se vuelva una entrevista (pregunta-respuesta). A diferencia de estos, el perfil no solo recoge la voz del personaje sino que también se reúnen las voces de amigos, familiares hasta de enemigos. En su escritura se aplican los cinco sentidos, profundizándose en los detalles físicos y psicológicos, desde la observación, la descripción de su vestuario, lo que proyecta (tranquilidad, nerviosismo, felicidad, armonía, entre otros), el aroma del sitio donde se encuentra, sabores y sensaciones. Además, se espera que a través del diálogo el personaje revele sus miedos, sus gustos, sus pasiones, sus tristezas, sus aventuras y sobre todo poder encontrar uno o más datos importantes dignos de publicar.
El perfil cumple con la estructura de cualquier relato: inicio, desarrollo y final. Los temas pueden ser históricos, sociales, políticos y culturales. Según Jon Lee Anderson, para escribir un perfil se debe descubrir la capacidad de sentir lo que está alrededor.
El trabajo realizado por Berganza, Lavín y Piñeiro-Naval determinó una tipología de seis roles profesionales del periodismo a través de una encuesta a 390 periodistas españoles. Los roles identificados fueron:
El mayor porcentaje de periodistas se identifican con el rol "Altavoz de la ciudadanía", y el menor porcentaje de ellos con el rol "Favorecedor del statu quo". Pero todo esto es lo que tienes que saber sobre un perfil periodístico.

## Situación de los periodistas en el mundo
En países de régimen democrático, el trabajo periodístico suele estar protegido por la ley o por la constitución. Esto incluye, muchas veces, el derecho del periodista a preservar en secreto la identidad de sus fuentes, incluso cuando sea interpelado judicialmente.
El artículo 19 de la Declaración Universal de los Derechos Humanos establece normas para la libertad de expresión y de prensa. Además de las normas jurídicas que regulan la profesión de los periodistas, estos mantienen un compromiso ético con la sociedad que se concreta en la llamada deontología profesional periodística. Se trata de una serie de normas recogidas en códigos deontológicos que cada empresa o asociación elabora según sus propios criterios.
La Comisión Investigadora de Atentados a Periodistas de la Felap posee como objetivo investigar, monitorear y denunciar los crímenes sobre periodistas en América Latina, en esta labor el secretario ejecutivo de esta Comisión es el periodista chileno Ernesto Carmona. En su informe del año 2012, entregó los antecedentes de 45 periodistas asesinados.
Además, según la organización Reporteros Sin Fronteras (Reporters Sans Frontières), en 2006 al menos a 81 periodistas fallecieron en el ejercicio de su trabajo o por expresar sus opiniones en veintiún países. Hay que remontarse a 1994 para encontrar una cifra más alta. Aquel año encontraron la muerte 103 periodistas, de los que casi la mitad murieron en el genocidio de Ruanda, cerca de una veintena en Argelia, víctimas de la guerra civil, y una decena en la antigua Yugoslavia. También destacan que murieron 32 colaboradores, al menos 871 periodistas fueron detenidos, 1472 agredidos o amenazados, 56 secuestrados y 912 medios de comunicación fueron censurados.
En el contexto interamericano, la Corte Interamericana ha producido jurisprudencia sobre la actividad periodística y la libertad de expresión (Organización de los Estados Americanos). Diversas investigaciones académicas han mostrado cómo en muchos países de América Latina la autonomía de los profesionales del periodismo se ve afectada por los contextos de violencia y corrupción, como es el caso de Colombia.

### España
En España la formación reglada en periodismo se ofrece a través de titulaciones universitarias de grado y máster. El título de Grado en Periodismo tiene como objetivo impartir la formación básica y generalista de la labor periodística, mientras que las distintas titulaciones de másteres universitarios se centran en un tipo de periodismo en concreto, así como en su investigación.
Las titulaciones universitarias en periodismo no son habilitantes, puesto que en España el periodismo sigue siendo todavía una profesión no regulada. No obstante, ostentar un título oficial de periodismo sí es requisito necesario para formar parte de cualquiera de las asociaciones profesionales de periodistas.
En España el código deontológico elaborado por la Federación de Asociaciones de Periodistas de España (FAPE) se aplica a los profesionales integrados en este colectivo.

### México
El periodismo en México es una actividad importante para la democracia, y un derecho de los ciudadanos según las Naciones Unidas. México cuenta con una larga historia relacionada con el periodismo, como los discursos oficiales de los reyes nahuas llamados huehuetlatolli, o la instalación de la primera imprenta del continente americano; hasta la publicación de las hojas volantes, consideradas uno de los precursores del periodismo en América.

### Venezuela
Un acontecimiento que marcó el inicio del periodismo en Venezuela, fue la aparición del primer periódico impreso "La Gazeta de Caracas" en el año 1808. En esa época, los periódicos utilizaban un estilo literario y el periodista o redactor describía los acontecimientos, empleando técnicas del periodismo de opinión. Cabe destacar, que este medio de comunicación estaba destinado a la clase alta del país, ya que existía un alto nivel de analfabetismo en el grueso de la población en general.
Dos años después (1810), Francisco de Miranda se convertiría en el primer venezolano en ejercer funciones de periodista al publicar en Londres, en compañía del ecuatoriano José de Antepara, la hoja quincenal "El Colombiano". Este medio circuló en América, propagando ideas de emancipación, influyendo en personajes importantes como Simón Bolívar, José de San Martín, entre otros.
Posteriormente, la prensa escrita daría un paso importante con la fundación de "El Correo del Orinoco" en 1818, de la mano de Simón Bolívar. Este medio, le serviría a Bolívar para difundir sus ideas libertarias de América.
El 20 de agosto de 1840, Antonio Leocadio Guzmán, funda el primer periódico popular y de opinión "El Venezolano". De esta manera, se marca el inicio de la prensa popular en Venezuela, pues, hasta entonces, la prensa estaba destinada a la clase alta del país, alejada de un pueblo analfabeto en su gran mayoría.
La prensa sufriría un duro golpe en los periodos de gobierno de Juan Vicente Gómez (1908-1935) y Marcos Pérez Jiménez (1953-1958).
No obstante, la peor crisis de la prensa y el periodismo ocurriría a partir de 1999 con la llegada de Hugo Chávez al poder; con el cierre de medios de comunicación, detención de periodistas, déficit de divisas para importar papel y otros insumos, además de los impedimentos para renovar concesiones.
El ejercicio profesional se rige por el Código de Ética del periodista en Venezuela. Las principales universidades donde se forman los periodistas en Venezuela son: Universidad Central de Venezuela (UCV); Universidad Católica Andrés Bello (UCAB); Universidad del Zulia (LUZ) y Universidad de Los Andes (ULA).

### Argentina
Hay dos antecedentes: previos al nacimiento del país, el Telégrafo Mercantil, Rural, Político, Económico e Historiográfico del Río de la Plata, fundado en 1801, a instancias de Manuel Belgrano. Posterior a la liberación del 25 de mayo de 1810, la Gazeta de Buenos Aires, con el objetivo de publicitar los actos de gobierno de la Primera Junta, redactado por Mariano Moreno con Manuel Alberti y colaboraciones de Belgrano y Juan José Castelli. El Telégrafo Mercantil apareció por primera vez el 1.° de abril de 1801, con la dirección de Antonio Cabello y Mesa, considerado el primer periodista de Buenos Aires.